# Chimperator Productions
Chimperator Productions ist ein Stuttgarter Independent-Label, das überwiegend im Bereich Hip-Hop tätig ist. Es wurde 1999 von Sebastian Andrej Schweizer, Christian Schädle und Steffen Wendelstein gegründet.

## Geschichte

### 1999–2004
Chimperator Productions wurde 1999 von Sebastian Andrej Schweizer, Christian Schädle und Steffen Wendelstein als Plattform für Veröffentlichungen der Stuttgarter Hip-Hop-Gruppen Supreme Techtics, Bejone & Vince und Kesselkost gegründet. Aus jeder der drei Bands übernahm jeweils ein Mitglied die Aufgabe als Teilhaber des Labels. Steffen Wendelstein war unter dem Pseudonym Steven Styler als Rapper in der Gruppe Supreme Techtics aktiv, Christian Schädle war als DJ Skully bei Kesselkost eingebunden und Schweizer war Mitglied von Bejone & Vince. Die drei Bands bildeten gemeinsam den Zusammenschluss „Goldene Mitte“. 1999 wurde mit So ist es von Supreme Techtics der erste Tonträger über Chimperator Productions veröffentlicht. Zwei Jahre später folgte das Vinyl-Album Objekt der Begierde von Kesselkost und Ende 2002 die Kesselkost-EP Verborgene Hits. Anfang 2004 unterschrieb Schweizer einen Vertriebsvertrag für Chimperator Productions mit rough trade. Mit Wörter, Seele und Geist von Supreme Techtics erschien im selben Jahr die erste deutschlandweit über rough trade vertriebene Veröffentlichung des Labels. Zudem bezog Chimperator Productions Ende 2003 sein erstes Büro im Stuttgarter Filmhaus.
2004 erhielt das Stuttgarter Hip-Hop-Duo Maeckes & Plan B einen Künstlervertrag bei Chimperator Productions. Die beiden Rapper nutzten daraufhin das Label zur Veröffentlichung ihres Debütalbums Dayz of the Championz. Des Weiteren verließ Steffen Wendelstein, der für die Grafik zuständig gewesen war und als einer der Gesellschafter fungiert hatte, das Label 2004, um nach Japan auszuwandern. Wendelstein wurde daraufhin durch Kodimey Awokou, ein Mitglied der Gruppe Kesselkost, ersetzt, welcher auch als Solo-Künstler Alben veröffentlichte. Sebastian Andrej Schweizer schrieb 2004 seine Diplomarbeit zu dem Thema „Gründung eines Labels – Businessplan für ein Label. Theorie und Praxis“, deren Ergebnisse er auf die Arbeit mit Chimperator Productions übertrug. Im Anschluss daran studierte er „Musikbusiness“ an der Popakademie Baden-Württemberg in Mannheim. Ende 2004 veranstaltete das Stuttgarter Label seine erste Tournee, die „Wenn der Süden ist im Haus, oh mein Gott“-Tournee tituliert wurde. An dieser nahmen die Rapper Maeckes & Plan B, Kodimey, Andrrrej und PF Squad teil. Außerdem verließ das Label sein Büro und bezog die ehemaligen Räume des Cumulus Kulturbüro im Jugendhaus Mitte in Stuttgart.

### 2005–2009
Maeckes veröffentlichte 2005 Der bessere Mateja Kezman Tonträger über das Label. Im selben Jahr stieg mit Christian Schädle ein weiterer Gründer aus. Er wurde durch Niko Papadopoulos, der sich im Folgenden um die kaufmännische Leitung sowie die Koordination des Internet-Versandhauses von Chimperator Productions kümmerte, ersetzt. Zur Zeit studiert er Wirtschaftswissenschaften an der Uni Hohenheim in Stuttgart. Schweizer und Papadopoulos fungierten von nun an gemeinsam als Geschäftsführer und Schweizer behielt dazu die Arbeitsbereiche der Künstler-Vermarktung und Entwicklung. Seit der neuen Zusammensetzung der Gesellschafter firmiert das Label als „Awokou, Papadopoulos, Schweizer GbR“. 2006 wurde Steffen Posner Gesellschafter des Labels. Dieser organisiert als sogenannter „Booker“ die Konzert-Auftritte der Musiker des Labels.
Die nachfolgenden Veröffentlichungen waren Als waers das Album von Maeckes und Plan B, Neo Geo von Kodimey und Als wären wir Freunde von Maeckes und Plan B. In den Jahren 2006 und 2007 konnten Maeckes und Plan B zudem durch ihre Moderation des Hip-Hop-Festivals Splash! an Bekanntheit gewinnen. Außerdem wurde 2007 das Produzenten-Team BeatEm'Up unter Vertrag genommen. Dieses veröffentlichte im September des Jahres einen Sampler, auf dem die Künstler von Chimperator Productions sowie Gastrapper wie Gregpipe, Ali A$, Tua und Animus vertreten sind.
Ende 2007 absolvierten Maeckes und Plan B, gemeinsam mit Kodimey und den Rappern Tua, Kaas und Sucuk Ufuk, eine Konzerttournee durch elf Städte unter dem Titel Drrreckig Süden Tour 2007. 2008 veröffentlichte Maeckes mit der Sängerin Celina das Album Kunst über Vernunft und begann im Anschluss daran mit Kaas, Plan B und Tua an dem ersten Album der neu gegründeten Band Die Orsons, welche als Gruppe einen Vertrag bei Chimperator Productions erhielt, zu arbeiten. Am 25. Juli 2008 wurde das erste Album Das Album der Gruppe veröffentlicht. Des Weiteren begleiteten Maeckes und Plan B 2008 die US-Amerikaner Brother Ali und Atmosphere im Zuge ihrer Deutschland-Tournee. Eine weitere Tournee folgte als Begleitung von Casper und Prinz Pi. Nachdem das Label Optik Records des Berliners Kool Savas 2008 seine Schließung bekannt gegeben hatte, wurde als Neuzugang der Reutlinger Kaas, welcher zuvor bei Savas’ Label gearbeitet und Tourneen mit diesem absolviert hatte, unter Vertrag genommen.
Im März 2009 sollte das Debütalbum von Kaas unter dem Titel Amokzahltag:D veröffentlicht werden. In dem auch als Video umgesetzten Lied Amok Zahltag beschrieb der Rapper einen Amoklauf in einer Schule aus der Sicht des Amokläufers. Zwei Tage vor der geplanten Veröffentlichung kam es in der nahe zu Stuttgart gelegenen Stadt Winnenden zu einem Amoklauf eines 17-Jährigen. Als Reaktion auf die Geschehnisse, ließen die Verantwortlichen des Labels das Video aus dem Internet entfernen und entschieden sich dazu, Amokzahltag:D vorerst nicht zu veröffentlichen. Im Mai 2009 erschien Kaas Album unter dem neuen Titel The Album formerly known as Amok Zahltag:D, auf welchem das Stück Amok Zahltag durch Amok Nachtrag ersetzt wurde. Eine zuvor angekündigte Tournee mit Kodimey und Tua, hatte Kaas bereits im April absolviert. Durch Kaas Debütalbum, das auf Platz 100 der deutschen Charts einstieg, konnte sich erstmals eine Veröffentlichung des Independent-Labels in der Hitparade platzieren.
Am 16. Oktober 2009 erschien das zweite Album von Die Orsons. Das zuvor veröffentlichte Lied Souljah Boy aus Denn dein ist das Reich und die Kraft und die Herrlichkeit, in Ewigkeit, Orsons war in US-amerikanischen Hip-Hop-Blogs besprochen und auf dem Radiosender Hot 97 gespielt worden. Das Album konnte sich mit Platz 79 ebenfalls in den Album-Charts platzieren. Im Oktober fand des Weiteren die Aqua Robot Tour von Die Orsons statt. Ende 2009 unterschrieb Schweizer einen Editionsvertrag bei Sony ATV / Music Publishing. Im Februar 2010 veröffentlichte das Label erstmals einen Tonträger von Tua. Unter dem Titel Stille wurden die EPs Fast und Inzwischen des Reutlingers wiederveröffentlicht.

### 2010–heute
Im Juli 2010 unterschrieb Tua ebenfalls einen Vertrag bei dem Stuttgarter Label. Maeckes veröffentlichte am 26. März 2010 sein erstes Album KIDS. Mit diesem stieg er auf Platz 96 der Albumcharts ein. Zudem absolvierte der Musiker die Null Kids Tour 2010. Als weitere kommerzielle Veröffentlichung folgte am 3. Dezember 2010 das Album Evigila von Tua und Vasee. Heiligabend 2010 stellte Chimperator Productions für drei Tage ein Paket aus 54 Liedern aus verschiedenen Veröffentlichungen des Labels kostenlos zum Herunterladen zur Verfügung. Unter dem Titel „2011 miles and runnin“ veranstaltete das Label eine Silvester-Party im Stuttgarter Club Mono, bei der unter anderem Plan B und Kara Ben ein sogenanntes „Show-Cooking“ vorführten und das gemeinsame Album von Tua und Vasee live präsentiert wurde.
Kaas veröffentlichte im Mai 2011 mit Liebe, Sex und Twilight Zone sein zweites Album. Es stieg auf Rang 39 der Albumcharts ein, womit es die bisher beste Platzierung des Labels erreichen konnte. Im Folgenden absolvierte Kaas eine gemeinsame Tournee mit Favorite, dessen Album am selben Tag wie Liebe, Sex und Twilight Zone erschienen war. Im Sommer wurde Kaas’ Gruppe Die Orsons bei dem Major-Label Universal Music Group unter Vertrag genommen. Sebastian Andrej Schweizer erklärte daraufhin, dass „nach den Erfolgen der Orsons auf Independent Ebene“ der Vertrag bei Universal der „nächste logische Schritt“ gewesen sei.
Im Oktober 2011 nahm Chimperator Productions mit  Cro einen weiteren Rap-Künstler unter Vertrag. Cro trat kurz darauf als Support bei acht Terminen der Glow Tour 2011 der norwegischen Band Madcon auf. Am 2. Dezember 2011 wurde Cros Mixtape Easy als kostenloser Download auf der am selben Tag erschienenen, neu gestalteten Homepage des Labels veröffentlicht. Am 1. Januar 2012 gründete Chimperator Productions in Zusammenarbeit mit 0711 Entertainment GmbH die Booking-Agentur Chimperator Live. Diese übernimmt die Organisation von Tourneen und Events der Künstler Die Orsons, Maeckes, Cro, Tua, Kaas, und Plan B. Zudem wurde eine Kooperation mit FOUR Artists beschlossen, die ebenfalls Auftritte von Die Orsons organisieren sollen. Steffen Posner tritt als Geschäftsführer von Chimperator Live in Erscheinung. Als weiterer Künstler wurde der Rapper Ahzumjot Mitte Januar bei der Agentur Chimperator Live unter Vertrag genommen. Des Weiteren begleitete Die Orsons als Vorband Herbert Grönemeyer im Rahmen von dessen Schiffsverkehr Tour.
Nachdem die Veröffentlichung des Musikvideo zu dem Lied Easy des Künstlers Cro, am 22. November 2011, eine große Resonanz auf Facebook und YouTube erfuhr und schon nach wenigen Tagen 300.000 Aufrufe verzeichnete folgte in der ersten Hälfte 2012 eine breite Rezeption in den Medien, darunter Berichte bei Spiegel Online und in der Süddeutschen Zeitung. Darüber hinaus wurde das Video am 2. Dezember 2011 über die amerikanische Seite hypetrak gepostet. Laut Sebastian Andrej Schweitzer war es das erste deutsche Musikvideo, das jemals über hypetrak geteilt wurde. Eine Woche nach der Veröffentlichung des Musikvideos Easy stellte Chimperator Productions das gleichnamige Mixtape von Cro als kostenlosen Download ins Internet. Der Titelsong wurde später, nachdem er bereits über 3 Monate kostenlos im Netz erhältlich war, als kommerzielle Single wiederveröffentlicht und landete auf Anhieb auf Platz 2 der deutschen Single-Charts – ermittelt durch Media Control. Inzwischen hat der Song 3fach Gold für über 450.000 verkaufte Singles erreicht.
Chimperator Productions war schon vor Veröffentlichung des Videos mit Major-Labels im Gespräch um einen möglichen Deal zu verhandeln. Nach dem Erfolg und den immer weiter steigenden Klickzahlen des Videos intensivierten sich die Gespräche und Verhandlungen. Die Gesellschafter von Chimperator Productions entschieden sich aber, „nach langen und guten Verhandlungen mit möglichen Partnern“, letzten Endes dafür, Cro auf dem eigenen Label und ohne fremde Hilfe zu veröffentlichen. Sebastian Andrej Schweizer sagte dazu: „Wir haben Cro alleine und mit eigener Kraft auf das aktuelle Level gebracht und wollen auch den nächsten Schritt ohne eine 'Major Maschine' im Hintergrund gehen.“ Im Februar 2012 unterschrieb Chimperator Productions einen Vertrag über eine Kooperation mit der Groove Attack GmbH. Groove Attack übernahm den Vertrieb des bevorstehenden Albums des Künstlers Cro. Mit dem Debütalbum Raop konnte das Independent-Label erstmals Platz 1 der deutschen Charts erreichen. Zudem stieg das Album auch in Österreich auf Rang 1 ein. Damit war Raop der bis dahin größte Erfolg von Chimperator Productions.
Mitte Juli 2012 erhielt der Musiker Muso einen Künstlervertrag bei Chimperator Productions. Im September 2012 folgte die Band  SAM als weiterer Act des Labels. Am 28. September 2012 belegte die Band Die Orsons zusammen mit Cro mit ihrem Featuring Horst&Monika den 5. Platz beim achten Bundesvision Song Contest.
Am 2. Oktober 2012 erschien das Mixtape ZWEInullZWÖLF der Band  SAM. Die Veröffentlichung war eine Re-Release, da das Mixtape am 23. März 2012 schon einmal als kostenloser Download veröffentlicht worden war. Im Oktober erreichte dann das Album Das Chaos und die Ordnung von Die Orsons in der ersten Verkaufswoche Platz 12 der deutschen Charts. Es war das insgesamt dritte Album der Band. Für das Musiklabel Chimperator Productions bedeutete dies die zweite Album-Chartplatzierung eines vertraglich gebundenen Künstlers innerhalb eines Jahres.
Am 6. November überreichte das Musiklabel Chimperator Productions Cro bei seinem ausverkauften Konzert in der Stuttgarter Hanns-Martin-Schleyer-Halle eine Platinauszeichnung für mehr als 200.000 verkaufte Exemplare seines Albums Raop. Für seine Single Easy erhielt er ebenfalls eine Platinauszeichnung und für die Single Du, welche am 29. Juni 2012 erschienen war, eine Goldauszeichnung.
Im Januar des Jahres 2013 wurde das Album Raop von Cro für den European Independent Album of the Year Award 2013 nominiert. Zum Auftakt der Musikmesse Frankfurt 2013 erhielt das Label Chimperator Productions am 9. April 2013 den PRG Lea Live Entertainment Award in der Kategorie „Nachwuchsförderung des Jahres.“
Am 19. April 2013 erschien die EP Wir der Band SAM über Chimperator Productions.
Am 7. Juni 2013 erhielt Chimperator Productions den Music Award Region Stuttgart (MARS). Das Unternehmen wurde in den Kategorien „Unternehmen national“ sowie „Mars 2013 Künstler/Band“ ausgezeichnet.
Im Juni desselben Jahres veröffentlichte Cro eine Special Edition seines Albums Raop mit dem Titel Raop+5. Raop hatte sich zu diesem Zeitpunkt über 400.000-mal verkauft und errang somit einen Doppel-Platin-Status. Alle Singleauskopplungen des Albums, also Easy, Du, Einmal um die Welt, King of Raop und Meine Zeit hatten sich über 300.000-mal verkauft und hatten somit ebenfalls den Platinstatus.
Im Juli 2013 wurde außerdem der Rapper und VBT-Gewinner Weekend, bereits seit 2012 bei Chimperator Live, als neuester Zugang bekannt gegeben. Sein Debütalbum Am Wochenende Rapper wurde für Ende August angekündigt und stieg direkt auf Platz 3 der deutschen Albumcharts ein.  Am 5. August 2013 veröffentlichte Chimperator Productions sein Mixtape Fernweh und bot es als kostenlosen Download im Internet an.
Im Januar 2014 kaufte sich die Vertriebsgesellschaft Groove Attack GmbH bei Chimperator Productions ein. Sebastian Andrej Schweizer sagte dazu „Groove Attack biete mittlerweile ein ähnliches Portfolio wie ein Major, habe sich aber den Charakter eines Indie-Vertriebs bewahrt.“ Am 28. Februar 2014 veröffentlichte Chimperator Productions das Album TTP der Band SAM. Das Album konnte sich in den Top 30 der deutschen Charts platzieren. Am 5. Juni 2014 lief das Musikvideo des Künstlers Cro 2 Stunden am Stück auf dem deutschen Musik-Fernsehsender VIVA. Der Sender schrieb zu dieser Aktion: „Zu Ehren von Cro startet VIVA eine einmalige Aktion: Anlässlich der Videopremiere von ‚Traum‘, dem neuen Video von Cro lassen wir den Clip für Euch am 5. Juni ab 13:30 Uhr ganze 2 Stunden lang laufen.“ Einen Tag später, am 6. Juni 2014, erschien das zweite Album mit dem Titel Melodie von Cro. Es erreichte sowohl in Deutschland als auch in der Schweiz und in Österreich Platz 1 der Charts. Die Single Traum stieg in Österreich auf Platz 1 der Charts ein, in Deutschland und der Schweiz dagegen auf Platz 2. Damit konnte Chimperator Productions zu diesem Zeitpunkt 7 Titel des Künstlers Cro in den Top 100 der deutschen Single-Charts platzieren. Im September 2014 nahm der Künstler Teesy beim Bundesvision Cong Contest teil und belegte den dritten Platz für Sachsen-Anhalt. Sein Album, welches im gleichen Monat erschien, stieg auf Platz 34 der deutschen Albumcharts ein.
Neben der Tätigkeit im Musikbereich wurde Chimperator Productions auch im Buchgeschäft tätig. Geschäftsführer Sebastian Andrej Schweizer schrieb zusammen mit Markus Brückner, welcher unter dem Pseudonym Psaiko.Dino bei der Schwesterfirma Department Musik unter Vertrag ist, ein retrospektives Buch der vergangenen Jahre mit dem Titel Easy Does It -Cro, die Maske und der ganze Rest. Das Buch erschien am 8. Oktober 2014 über den Verlag Bastei Lübbe AG und erschien auf Platz 14 der Spiegel-Bestsellerliste. Sebastian Andrej Schweizer bezeichnete es in einem Interview als eine „Art Tagebuch vom ersten Kennenlernen bis kurz nach dem ersten Album“, weiter sagte er das Buch „beleuchtet auf der einen Seite die ganze Bandentwicklung inklusive der Backstage-Geschichten und auf der anderen Seite die Musikindustrie und wie das da alles so abläuft. Es geht nicht nur um Cro, sondern auch ‚um den ganzen Rest‘. Und wenn Carlo irgendwann Bock hat eine Biographie zu schreiben, dann hat er in zehn Jahren noch viel mehr zu erzählen.“ Im Januar 2015 gewann das Buch den Deutschen Hörspielpreis in der Kategorie „Beste verlegerische Leistung“.

## Künstler
Derzeit sind folgende Künstler bei Chimperator Productions unter Vertrag:
- Bartek[69]
- Brett[70]
- Die Orsons[71]
- Kaas[72]
- Lostboi Lino
- Maeckes[69]
- Shuko[73]
- Tua[74]
- Vona[75]
- Weekend[72]
- OG Keemo[72]
- Moii[76]

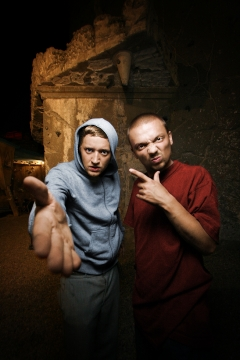
Maeckes und Plan B (2007)
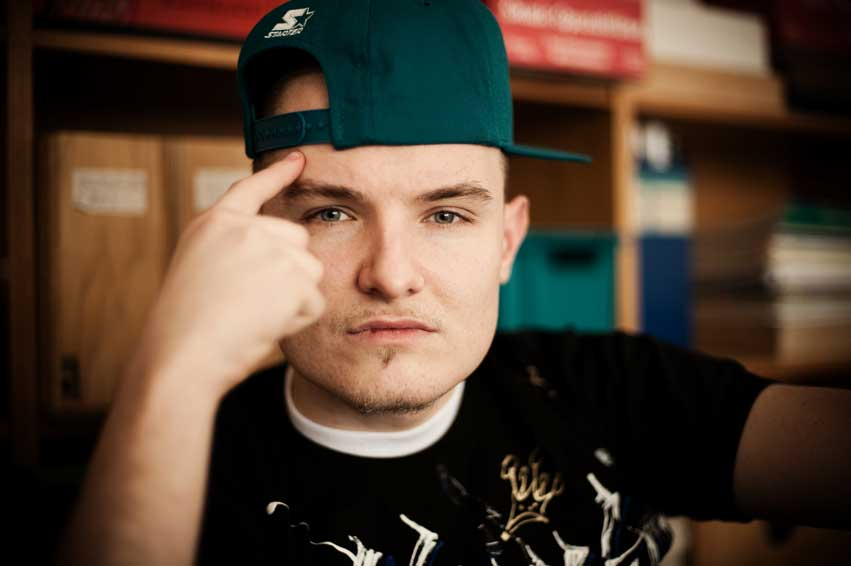
Kaas (2009)
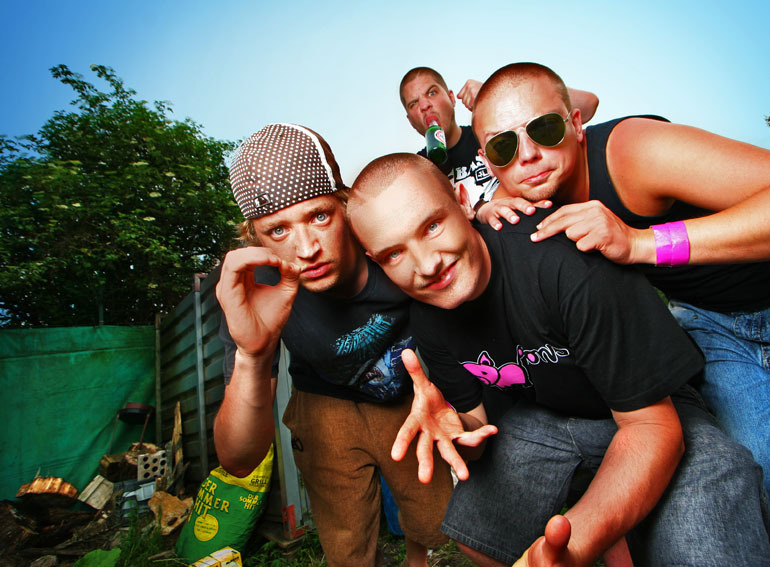
Die Orsons (2009)
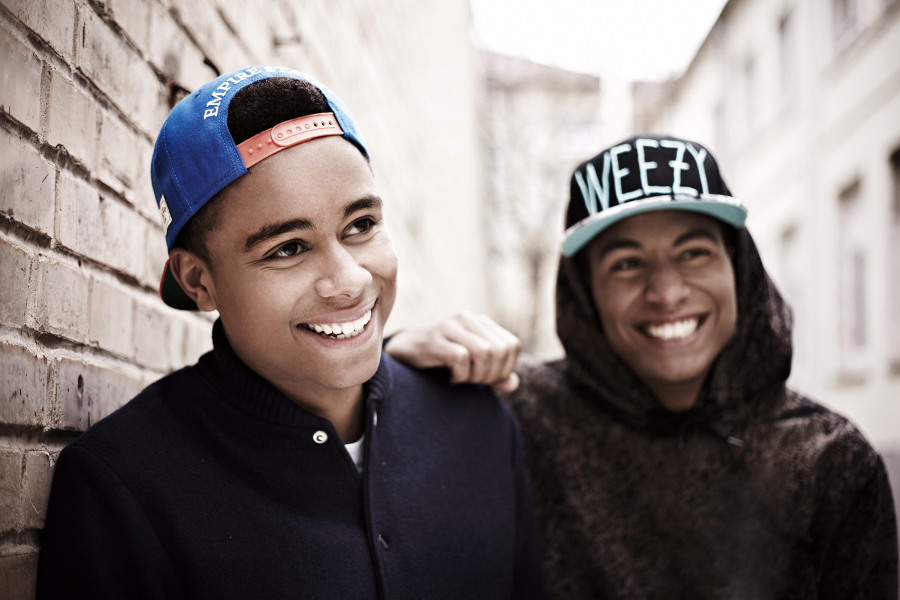
SAM (2013)
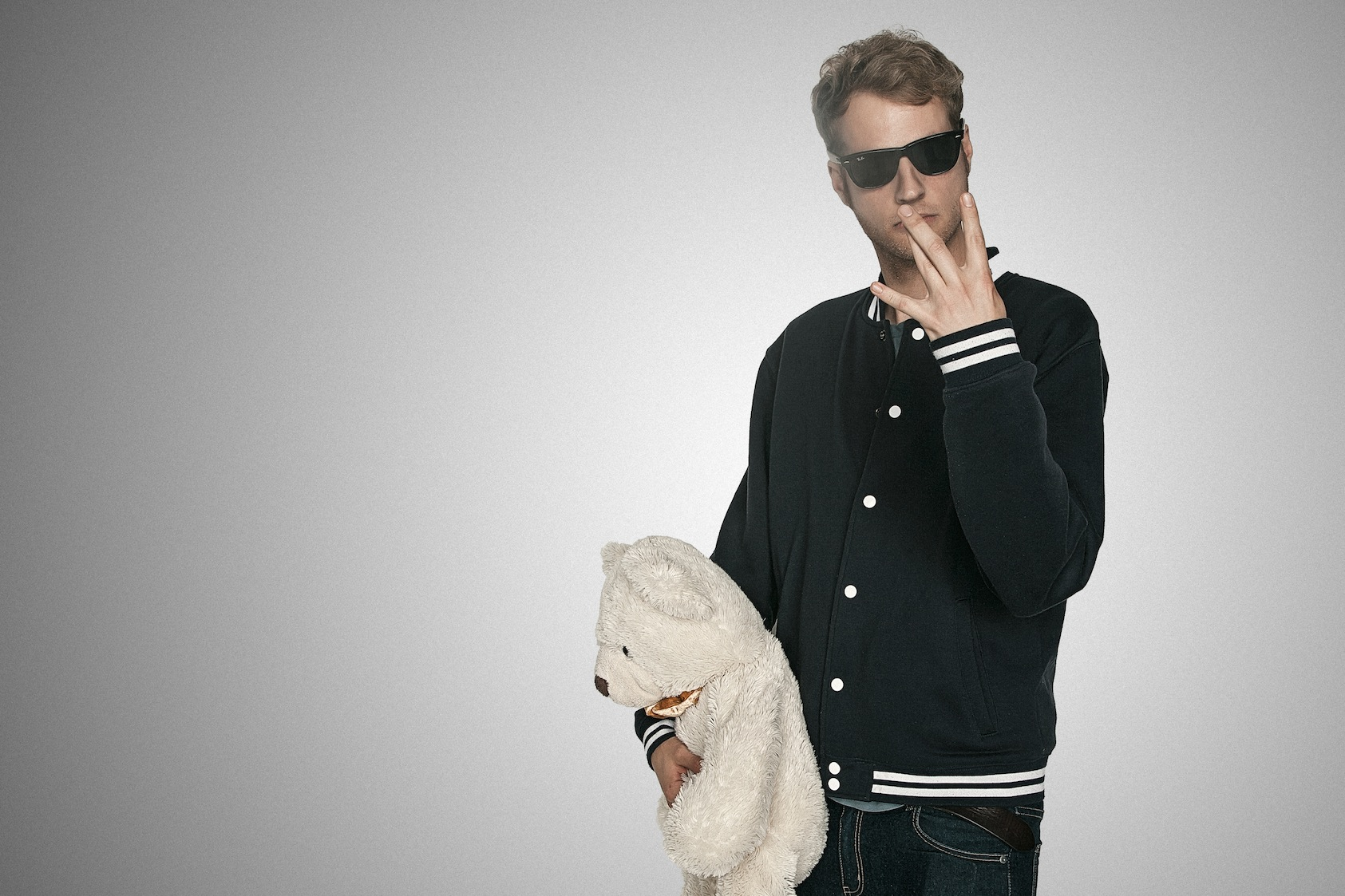
Weekend (2013)
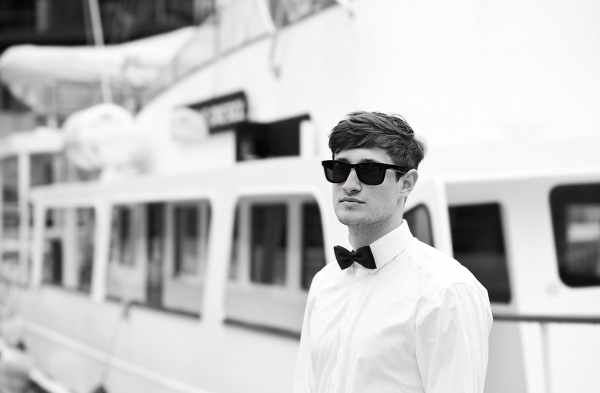
Teesy (2013)

Ehemalige Künstler:
- Cro (bis 2018)[77]
- Danju
- Muso
- Plan B
- Sam
- Teesy

## Veröffentlichungen
Hauptartikel: Chimperator Productions/Diskografie
| Titel                                                                           | Künstler           | Veröffentlichung | Katalog-Nummer | Chartplatzierungen | Chartplatzierungen | Chartplatzierungen | Cover |
| Titel                                                                           | Künstler           | Veröffentlichung | Katalog-Nummer | DE                 | CH                 | AT                 | Cover |
| ------------------------------------------------------------------------------- | ------------------ | ---------------- | --- | ------------------ | ------------------ | ------------------ | ----- |
| Objekt der Begierde                                                             | Kesselkost         | 2001             | CHIVINYL001 | —                  | —                  | —                  |       |
| Wörter, Seele und Geist                                                         | Supreme Techtics   | 7. Juni 2004     | CHICD0003 | —                  | —                  | —                  |       |
| Dayz of the Championz                                                           | Maeckes & Plan B   | 31. Jan. 2005    | CHICD0005 | —                  | —                  | —                  |       |
| Als wären wir Freunde                                                           | Maeckes & Plan B   | 13. Juli 2007    | CHICD0010 | —                  | —                  | —                  |       |
| Kunst über Vernunft                                                             | Maeckes und Celina | 11. Apr. 2008    | CHICD0012 | —                  | —                  | —                  |       |
| Das Album                                                                       | Die Orsons         | 25. Juli 2008    | CHICD0013 | —                  | —                  | —                  |       |
| Gorilla                                                                         | Kodimey            | 31. Okt. 2008    | CHICD0014 | —                  | —                  | —                  |       |
| T.A.F.K.A.A.Z. :D                                                               | Kaas               | 22. Mai 2009     | CHICD0015 | 100                | —                  | —                  |       |
| Denn dein ist das Reich und die Kraft und die Herrlichkeit, in Ewigkeit, Orsons | Die Orsons         | 16. Okt. 2009    | CHICD0016 | 79                 | —                  | —                  |       |
| KIDS                                                                            | Maeckes            | 26. März 2010    | CHICD0020 | 96                 | —                  | —                  |       |
| Evigila                                                                         | Tua und Vasee      | 3. Dez. 2010     | CHICD0021 | —                  | —                  | —                  |       |
| Liebe, Sex und Twilight Zone                                                    | Kaas               | 6. Feb. 2011     | CHICD023-2 (Standard Edition) CHICD23LTD (Unicorn Edition)                                                            | 39                 | —                  | —                  |       |
| Raop                                                                            | Cro                | 6. Juli 2012     | CHICCD0030-2 (Standard Edition) CHICCD0030-1 (Premium Edition) CHICD0030A2 (Limited Edition)                          | 1                  | 7                  | 1                  |       |
| Das Chaos und die Ordnung                                                       | Die Orsons         | 28. Sep. 2012    | 06025 3722334 3 (Standard Edition) 06025 3716398 4 (Limited Edition)                                                  | 12                 | 93                 | 61                 |       |
| Stracciatella Now                                                               | Muso               | 12. Juli 2013    | CHICD0037 (CD Edition) CHIVINYL0037 (Vinyl Edition)                                                                   | —                  | —                  | —                  |       |
| Am Wochenende Rapper                                                            | Weekend            | 30. Aug. 2013    | CHICD0040-1 | 3                  | 27                 | 3                  |       |
| Melodie                                                                         | Cro                | 6. Juni 2014     | | 1                  | —                  | —                  |       |
| What’s Goes?                                                                    | Die Orsons         | 20. März 2015    | | —                  | —                  | —                  |       |
| Tru. (Fake u)                                                                   | Cro                | 8. Sep. 2017     | CHICD0081 (Standard Edition) CHICD0081LTD (Limited Edition) CHICD0081PE (Premium Edition) CHICD0081LP (Vinyl Edition) | 13 (02.01.2018)    |                    |                    |       |